# Södra Nästjärnen
Södra Nästjärnen är en sjö i Grums kommun i Värmland och ingår i Göta älvs huvudavrinningsområde. Sjön är 7,5 meter djup, har en yta på 0,504 kvadratkilometer och befinner sig 87 meter över havet.

## Delavrinningsområde
Södra Nästjärnen ingår i det delavrinningsområde (659706-133411) som SMHI kallar för Mynnar i Värmeln. Medelhöjden är 133 meter över havet och ytan är 15,5 kvadratkilometer. Det finns inga avrinningsområden uppströms utan avrinningsområdet är högsta punkten. Vattendraget som avvattnar avrinningsområdet har biflödesordning 4, vilket innebär att vattnet flödar genom totalt 4 vattendrag innan det når havet efter 280 kilometer. Avrinningsområdet består mestadels av skog (64 procent), öppen mark (12 procent) och jordbruk (10 procent). Avrinningsområdet har 1,34 kvadratkilometer vattenytor vilket ger det en sjöprocent på 8,6 procent.